# Skavtjärnen, Norrbotten
Skavtjärnen är en sjö i Piteå kommun i Norrbotten och ingår i Jävreåns huvudavrinningsområde. Sjön har en area på 0,0545 kvadratkilometer och ligger 47 meter över havet. Sjön avvattnas av vattendraget Lillån.

## Delavrinningsområde
Skavtjärnen ingår i det delavrinningsområde (724829-176237) som SMHI kallar för Utloppet av Inre-Jävreträsket. Medelhöjden är 50 meter över havet och ytan är 16,94 kvadratkilometer. Det finns inga avrinningsområden uppströms utan avrinningsområdet är högsta punkten. Lillån som avvattnar avrinningsområdet har biflödesordning 2, vilket innebär att vattnet flödar genom totalt 2 vattendrag innan det når havet efter 11 kilometer. Avrinningsområdet består mestadels av skog (79 procent). Avrinningsområdet har 2 kvadratkilometer vattenytor vilket ger det en sjöprocent på 11,8 procent.